# Davidiáni

Vlajka Davidiánů

Davidiáni (anglicky Branch Davidians) je nové náboženské hnutí, které vychází z Církve adventistů sedmého dne a které je spojeno s incidentem ve Waco.
Sekta vznikla ve 30. letech 20. století a jejich základnou byl ranč nedaleko obce Waco v Texasu. V 50. letech se jejich vedoucím stal Benjamin Roden se svou manželkou Lois. Ta vedla sektu po Benjaminově smrti až do roku 1986, kdy zemřela. Po ní se stal vůdcem sekty její syn George, který vyhrál souboj o moc s vysoce postaveným členem Vernonem Howellem. Howell poté sektu opustil, ale v roce 1988 se do ní vrátil zpět a nahradil psychicky labilního George v jejím vedení. Poté si změnil jméno na David Koresh a prohlásil se mesiášem, který zahájí apokalypsu nevěřícího světa. Všem mužům kromě sebe zakázal požívání alkoholu a jakékoliv sexuální kontakty s ženami (zatímco sám žil v mnohoženství). Ranč, na kterém Davidiáni žili, přejmenoval na Ranč apokalypsy a začal na něm shromažďovat zásoby jídla a velké množství zbraní. 27. února 1993 se ATF pokusila provést razii v davidiánském středisku na Mt. Carmel. Akce skončila přestřelkou, která si na obou stranách vyžádala devět mrtvých. Mt. Carmel byl následně takřka dva měsíce obléhán příslušníky FBI a Texaskou národní gardou. Při konečném útoku FBI vznikl požár, který usmrtil většinu členů komunity, tedy přes sedm desítek členů včetně Koreshe. Tento masakr, který pobouřil širokou veřejnost, je známý jako incident ve Waco.